# Spurius Tarpeius
Spurius Tarpeius (VIIIe siècle av. J.-C.) est un romain semi-légendaire sous le règne de Romulus.
Spurius est l'un des premiers Romains à arriver dans Rome. Durant la guerre contre les Sabins, il est nommé gouverneur de la citadelle du Capitole par Romulus, mais sa fille Tarpeia le trahit en offrant le passage à Titus Tatius, roi de Cures Sabini, de qui elle est amoureuse. Nous ne savons pas ce qu'il est advenu de Spurius.
Spurius Tarpeius est probablement l'ancêtre de la gens Tarpeia dont fera partie Spurius Tarpeius Montanus Capitolinus, consul en 454 av. J.-C.